# マリー・オリギン
マリー・オリギンは、日本の女性占星術者。

## 来歴
「ジプシー占い」を経て、「発声占術」から「八星占術（EIGHT STARS ORACLE）」を考案（生年月日に応じた守護星を基に、さらに独自のカードも用いて占う占星術）。
1967年、『おしゃれジョッキー』（日本テレビ）に出演。以降、1980年代頃まではテレビ番組や女性週刊誌などに多数出演した。
1970年代には、「マリー・オリギンのカード占い」という商品（円形トランプ・占い本のセット）も任天堂から販売された。
1983年の木島則夫との対談では交通事故にあってから占いの道に入ったと語っている。また、本人曰く背中に口があり、情報が入ってくるので背中側に人がいると集中できないという。

## 著書
- マリー・オリギン 愛の占い Astrology of Love（KKベストセラーズ）
- マリー・オリギンの愛の妖術（桃李出版）
- カードで占うあなたの運勢 カード占いの秘術（鶴書房、監修）
- マリー・オリギン 八星占術（三笠書房）
- あなたのLUCKY CALENDAR 幸運に恵まれる本（KKベストセラーズ、梅田晴夫と共著）
- マリー・オリギンの呪術 幸福への招待（ゆまにて出版）